# Вилесе
Вилесе (итал. Villesse) је насеље у Италији у округу Горица, региону Фурланија-Јулијска крајина.
Према процени из 2011. у насељу је живело 1659 становника. Насеље се налази на надморској висини од 16 м.

## Становништво
| 1936. | 1951. | 1961. | 1971. | 1981. | 1991. | 2001. | 2011. |
| ----- | ----- | ----- | ----- | ----- | ----- | ----- | ----- |
| 1.271 | 1.428 | 1.419 | 1.465 | 1.604 | 1.626 | 1.577 | 1.717 |